# Taifa de Segorbe
La taifa de Segorbe fue un reino medieval taifa que existió en un corto período de 1055 a 1075.

## Historia
La taifa de Segorbe fue un emirato (taifa) en la región de Valencia. La taifa tuvo un período independiente de corta duración de aproximadamente 1065 a aproximadamente 1075 bajo Ibn Yasin. La ciudad de Segorbe fue la capital de la taifa.

## Lista de emires
- Ibn Yasin: 1065-1075